# Anna Vnuk
Anna Malini Vnuk, född 12 mars 1974 på Hertsön i Luleå, är en svensk dansare, koreograf, dramatiker och regissör. 

## Biografi
Anna Vnuks far har indiska rötter. Hon växte upp med sin svenska mor och med efternamnet Vnuk från sin styvfar, Milan Vnuk, musiker från Tjeckoslovakien. Hon är född och uppvuxen i Luleå. Vnuk gick ut Balettakademien 1994 och har sedan dess arbetat som dansare inom framför allt modern dans, musikal och teater, men efterhand alltmer gått över till att skapa koreografi och regi för scen, film och tv-produktioner. År 1999 medverkade hon i Klas Klättermus på Dramaten. och som aktör och koreograf i kortfilmer som Maja Lindströms Tro, hopp och väderlek (2001) och Howlin' (2001).  
År 2003 fick hon på  Dansens hus och med Riksteatern sitt stora genombrott med den egna produktionen Solofestival med mig själv om uppväxten på Hertsön, följd av Anna Vnuk sätter upp Cats (2004), ett egensinnigt verk om att bli övergiven, inspirerat av musikalen Cats, under ett par år spelad i Sverige, Tyskland, England, Finland och Taiwan. 2009 gjorde hon dansverket Hårdare snabbare för Riksteatern. För Backateatern har hon skrivit, regisserat och koreograferat dansteaterföreställningarna Alla är skadade (2009) och Kött, för vilken hon tilldelades Svenska teaterkritikers förenings barn- och ungdomsteaterpris 2010.
För SVT har hon koreograferat God morgon alla barn (2005) och julkalendern Superhjältejul (2009). För UR har hon gjort koreografi till det pedagogiska barnprogrammet Livet i Bokstavslandet.
Våren 2014 gjorde Vnuk sin första egna musikaluppsättning, kvinnofängelsehistorien Skaka galler med premiär på Kulturhuset Stadsteatern med hennes text, regi och koreografi och musik av Mija Folkesson och David Shutrick. Denna följdes hösten 2014 av koreografin till föreställningen Karl Gerhard – en fantasi om en revykung med titelrollsinnehavaren Rikard Wolff på samma teater. 
I januari 2015 regisserade hon humorgruppen Grotescos första scenproduktion Grotesco på Scala – en näradödenrevy och har sedan kommit att bli en del av gruppen. I Grotescos tredje säsong stod Vnuk för koreografin i dans- och sångnummer samt medverkade som skådespelare.
I mars 2015 gjorde hon på Dansens hus Stockholms dramatiska högskolas mimskådespelaelinjes slutproduktion Möta hösten tillsammans, som sedan också gjordes på Parkteatern och turné sommaren 2016. År 2018 debuterade Vnuk som dramatiker på Dramaten med pjäsen Kungligaste teatern.
Vnuk var sommarpratare i Sveriges Radio P1 2004.

## Privatliv
Anna Vnuk är gift med filmregissören Jens Jonsson, bosatt i Hägersten och har två barn.

## Priser och utmärkelser
- 2005 – Birgit Cullberg-stipendiet
- 2005 – Rubus Arcticus
- 2010 – Svenska teaterkritikers förenings barn- och ungdomsteaterpris för produktionen Kött på Backateatern
- 2015 – TCO:s kulturpris[9]

## Teater

### Roller (ej komplett)
| År   | Roll        | Produktion                                            | Regi             | Teater                   |
| ---- | ----------- | ----------------------------------------------------- | ---------------- | ------------------------ |
| 2002 | Anita Ängel | Godspell Stephen Schwartz och John-Michael Trebelak   | Ronny Danielsson | Parkteatern              |
| 2024 | Medverkande | Jag offrar mig Ada Berger, Stina Wirsén och Anna Vnuk | Ada Berger       | Kulturhuset Stadsteatern |

### Regi (ej komplett)
| År   | Produktion        | Upphovsmän    | Teater   |
| ---- | ----------------- | ------------- | -------- |
| 2020 | Får jag vara med? | Stina Wirsén  | Dramaten |
| 2022 | Räkhäst           | Per Andersson | Turné    |